# Kurun-Uriakh
Kurun-Uriakh (en rus: Курун-Урях) és un poble del krai de Khabàrovsk, a Rússia, que el 2019 tenia 5 habitants. Pertany al districte rural d'Aiano-Maiski.